# Козьмодемьянский музейный комплекс
Козьмодемьянский культурно-исторический музейный комплекс — культурно-образовательное и научно-исследовательское учреждение (учреждение культуры) Республики Марий Эл. Музейный комплекс расположен в городе Козьмодемьянск.
Музейный комплекс создан в целях наиболее эффективного сохранения историко-культурного наследия Горномарийского района Республики Марий Эл. А также занимается собиранием, хранением, выявлением, изучением и публикацией музейных предметов и музейных коллекций;
Комплекс осуществляет методическую, научно-просветительскую, образовательную, культурно-развлекательную и экскурсионную деятельность.

## История

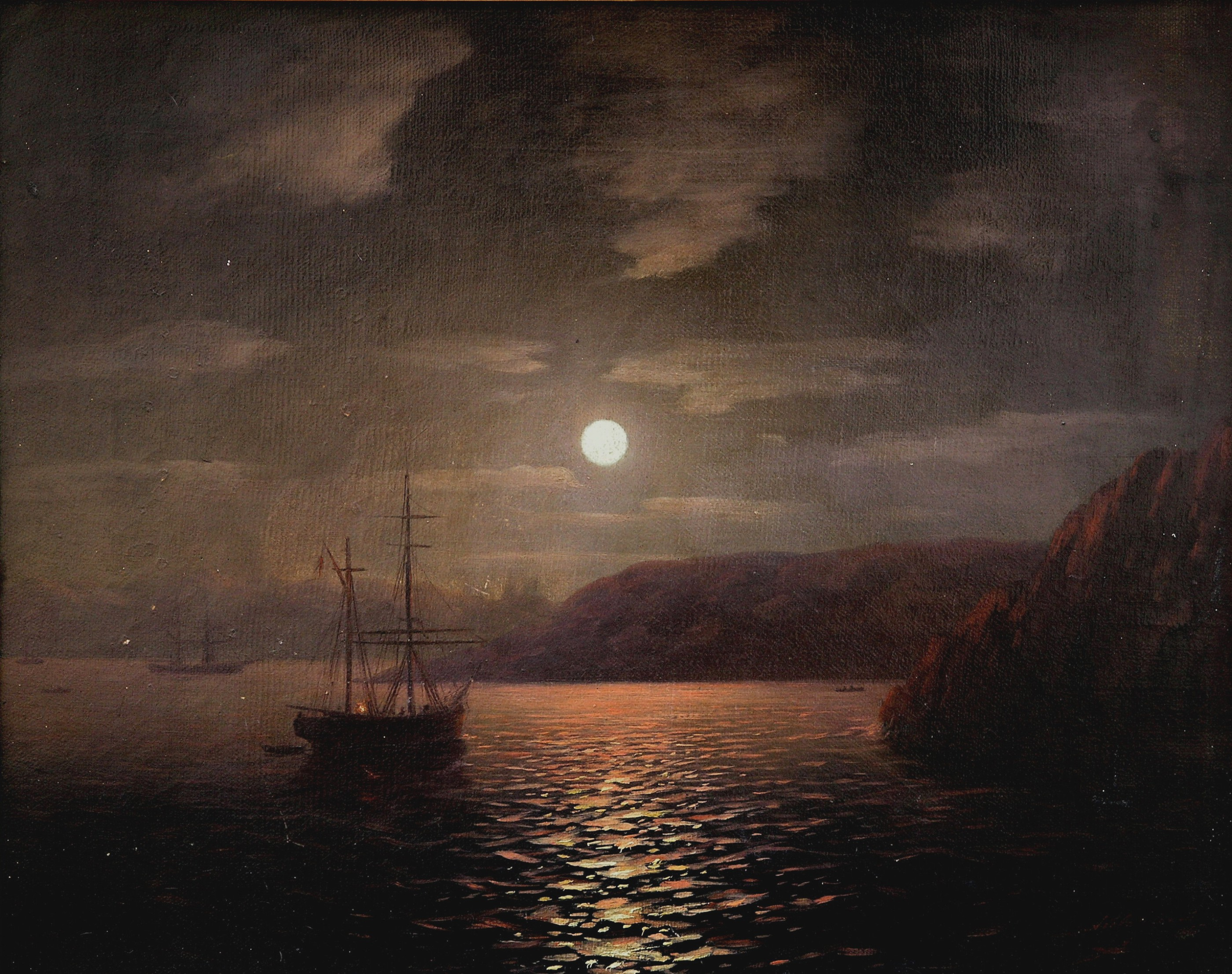
И. К. Айвазовский. «Лунная ночь на Чёрном море». 1855 год. Холст, масло.47х58 см. КП-8835. Подпись: Айвазовскій. Пост. в 1924 из музейного фонда, Москва. Из коллекции Козьмодемьянского художественно-исторического музея

В сентябре 1919 года благодаря активной деятельности общественности в Козьмодемьянске был открыт уездный краеведческий музей. Особая роль в создании музея принадлежит председателю Козьмодемьянского уездного комитета РКП(б), художнику Александру Владимировичу Григорьеву.
2 сентября 1977 года вышло постановление Собрания уполномоченных районного совета колхозов, совхозов и предприятий города и Горномарийского района районный музей земледельца. Цель — сохранение для последующих поколений образцов старинных орудий труда и быта, которые применялись в крестьянском хозяйстве Марийского Поволжья.
27 февраля 1979 года началось строительство этнографического музея под открытым небом по решению исполнительного комитета Горномарийского районного Совета народных депутатов. Музей был открыт летом 1983 года к 400-летию Козьмодемьянска как хранилище памятников зодчества, предметов быта, труда и культуры земледельцев и кустарей горномарийской стороны.

## Коллекции музейного комплекса
В Козьмодемьянском культурно-историческом музейном комплексе состоит на учёте 55 873 предмета основного фонда (на 01.01.2012):
- Произведения живописи — 1203 ед.
- Графические работы — 1970 ед.
- Скульптуры — 89 ед.
- Произведения прикладного искусства, быта и этнографии — 3572 ед.
- Предметы археологии — 5382 ед.
- Нумизматика — 4625 ед.
- Редкие книги — 8425 ед.
- Оружие — 113 ед.
- Документы — 30 286 ед.
- Предметы естественно-научной коллекции — 2 ед.
- Прочие предметы — 206 ед.

Предметы научно-вспомогательного фонда — 10 479 ед.

## Структура
Комплекс включает в себя:
- Художественно-исторический музей им. А. В. Григорьева — одна из старейших картинных галерей на Волге, основанная в 1919 году[3].
- Этнографический музей под открытым небом им. В. И. Романова — небольшая «деревенька», где полностью воссоздана жизнь и быт горных мари[4].
- Музей купеческого быта — это памятник купечеству, которое в XIX веке сыграло важную роль в развитии Козьмодемьянска и превращении его в один из крупных центров лесной торговли в России[5].
- Музей сатиры и юмора им. О. Бендера, популяризирующий роман И. Ильфа и Е. Петрова «12 стульев», в котором Козьмодемьянск явился прообразом города Васюки[6].
- Гостиничное хозяйство «Лада»[7].

## Деятельность
- В мае 2013 года на сайте музейного комплекса был запущен виртуальный тур[8].